# Guardiolo rosato
Il Guardiolo rosato è un vino DOC la cui produzione è consentita nella provincia di Benevento.

## Caratteristiche organolettiche
- colore: rosa più o meno intenso.
- odore: fruttato, delicato.
- sapore: secco, fresco.

## Produzione
Provincia, stagione, volume in ettolitri
- nessun dato disponibile